# Ford FK
Ford FK — среднетоннажный грузовой автомобиль, выпускаемый компанией Ford Motor Company с 1951 по 1961 год. Пришёл на смену автомобилю Ford Rhein/Ruhr. Вытеснен с конвейера моделью Ford Transcontinental.

## Первое поколение
Автомобиль Ford FK первого поколения был представлен в 1951 году. В зависимости от грузоподъёмности автомобили обозначались FK 2000 (2 тонны), FK 3000 (3 тонны), FK 3500 (3,5 тонны) и так далее. Фары были встроены в крылья, а радиаторная решётка состояла из 7 горизонтальных хромированных полос. Производство завершилось в 1955 году.

## Второе поколение
Последнее поколение автомобилей Ford FK выпускалось с конца 1955 по 1961 год под названием Haifisch («Акула»).

## Галерея

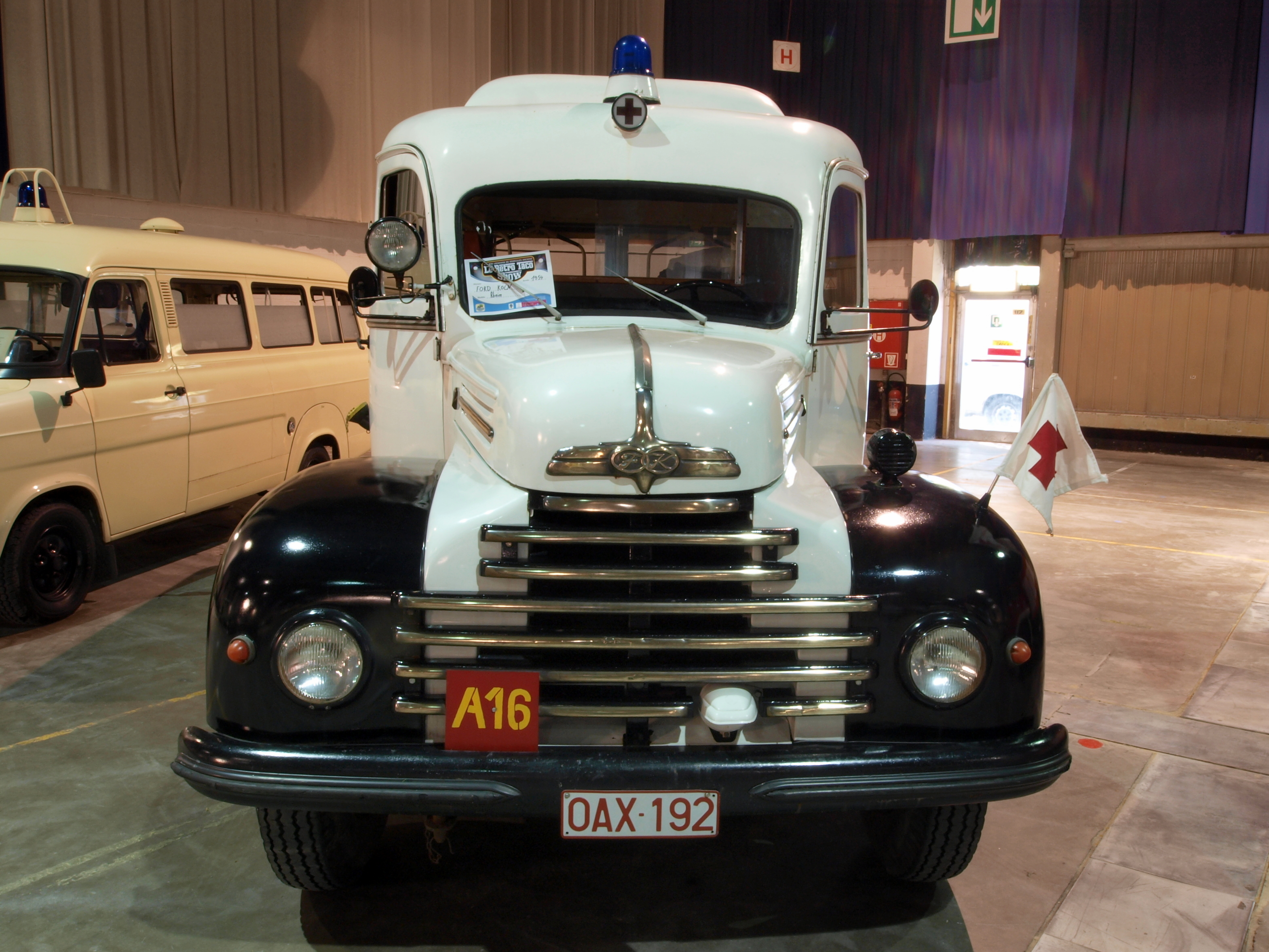
Автомобиль скорой помощи
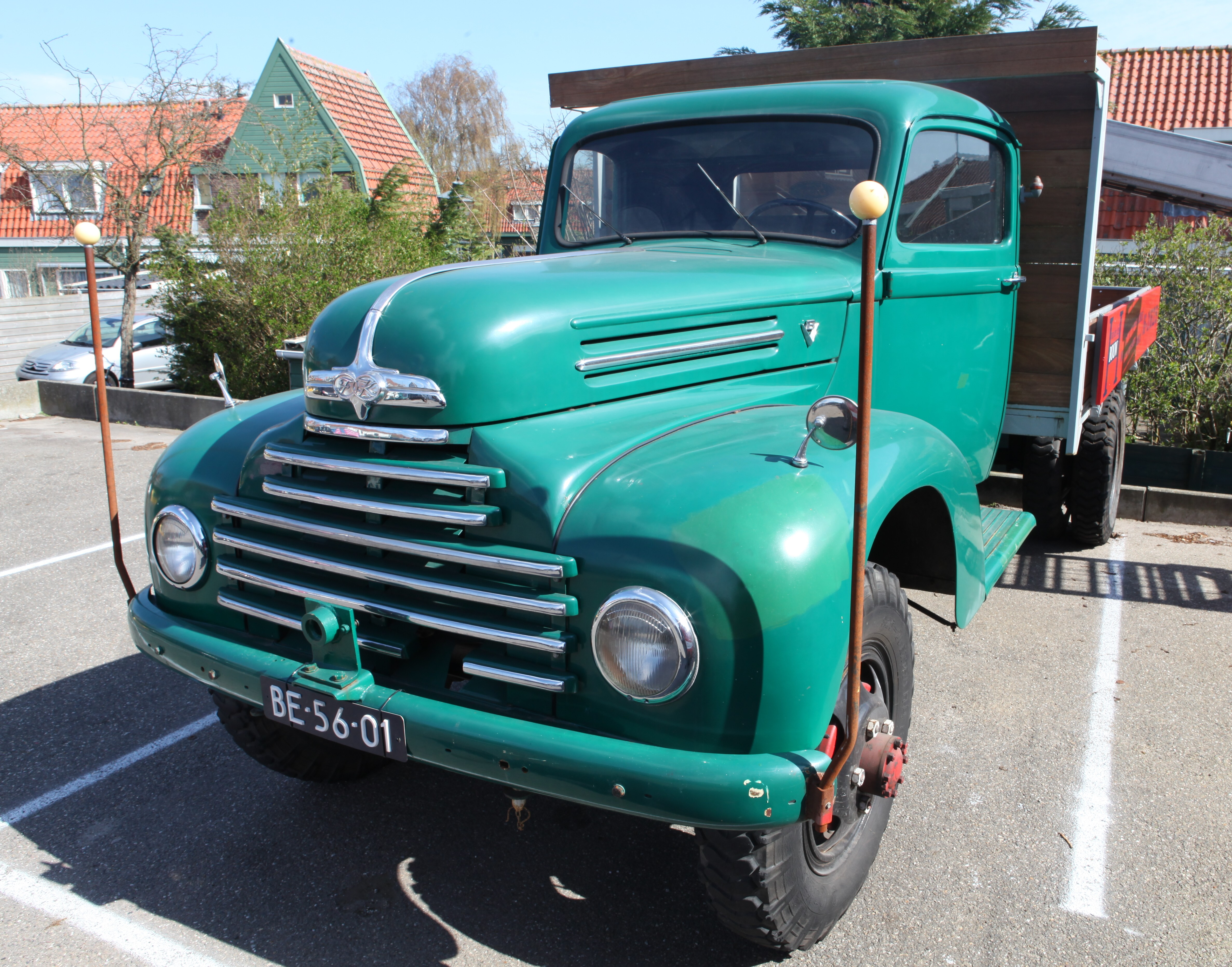
Ford G398 TA